# STS-54
STS-54, voluit Space Transportation System-54, was een spaceshuttlemissie van de Endeavour. Tijdens de missie werd de Tracking and Data Relay satelliet (TDRS-F) in positie gebracht.

## Bemanning
| Positie            | Lancering                        | Landing                          |                                  |
| ------------------ | -------------------------------- | -------------------------------- | -------------------------------- |
| Bevelhebber        | John Casper 2e ruimtevlucht      | John Casper 2e ruimtevlucht      |                                  |
| Piloot             | Donald McMonagle 2e ruimtevlucht | Donald McMonagle 2e ruimtevlucht |                                  |
| Missiespecialist 1 | Mario Runco 2e ruimtevlucht      | Mario Runco 2e ruimtevlucht      |                                  |
| Missiespecialist 2 | Gregory Harbaugh 2e ruimtevlucht | Gregory Harbaugh 2e ruimtevlucht | Gregory Harbaugh 2e ruimtevlucht |
| Missiespecialist 3 | Susan Helms 1e ruimtevlucht      | Susan Helms 1e ruimtevlucht      | Susan Helms 1e ruimtevlucht      |

## Media

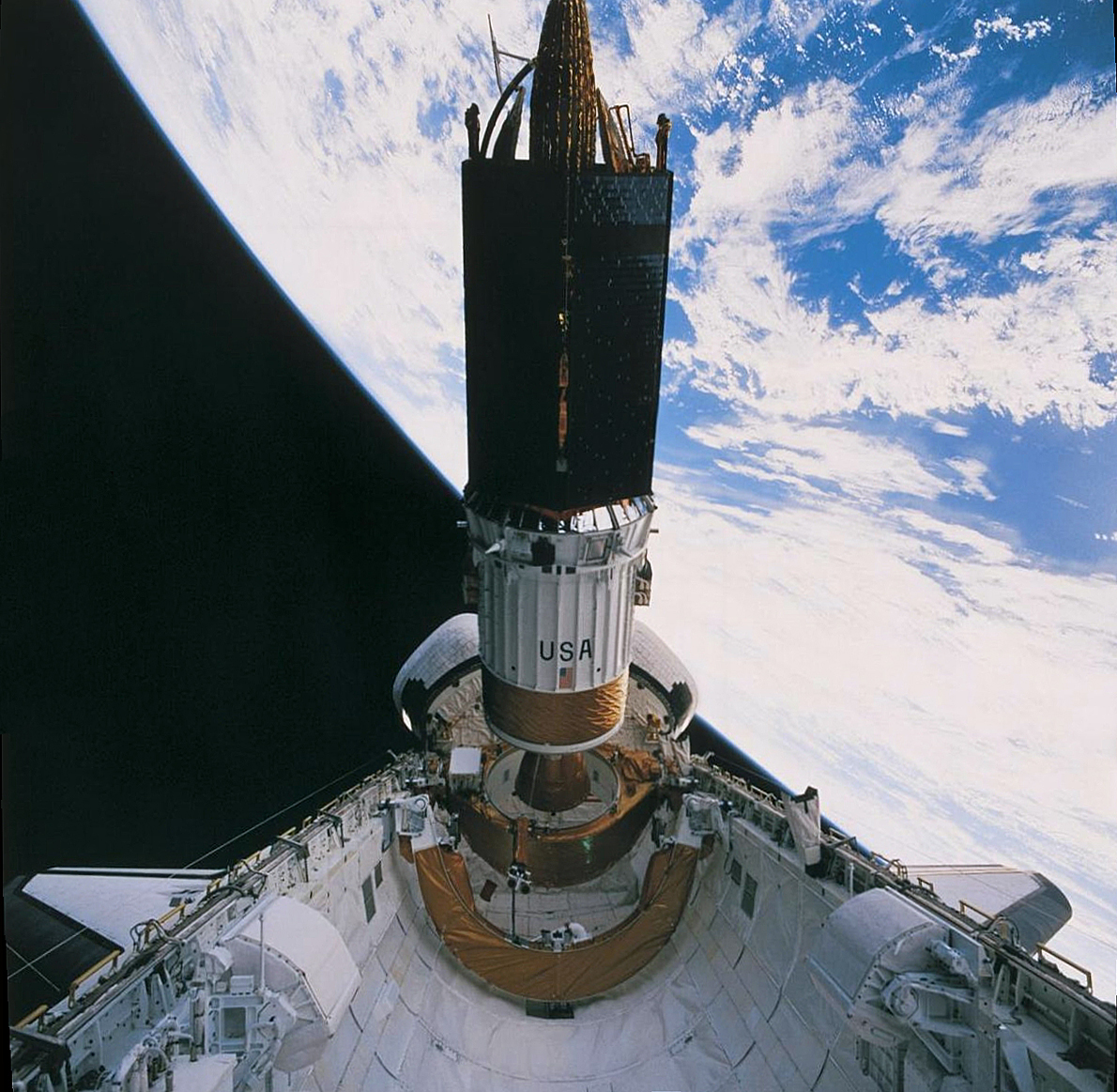
Endeavour en de TDRS-F
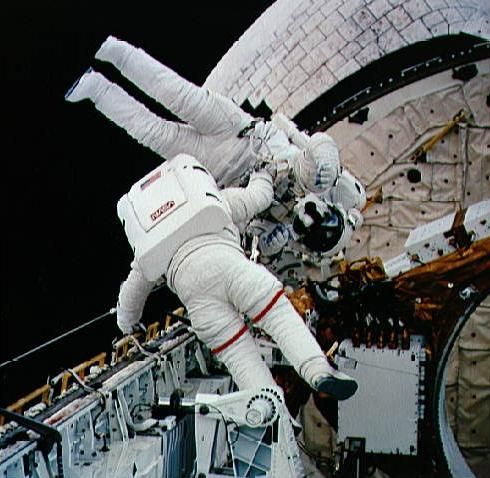
Harbaurgh en Runco aan het werk

STS-49 · STS-47 · STS-54 · STS-57 · STS-61 · STS-59 · STS-68 · STS-67 · STS-69 · STS-72 · STS-77 · STS-89 · STS-88 · STS-99 · STS-97 · STS-100 · STS-108 · STS-111 · STS-113 · STS-118 · STS-123 · STS-126 · STS-127 · STS-130 · STS-134